# Scafell Pike

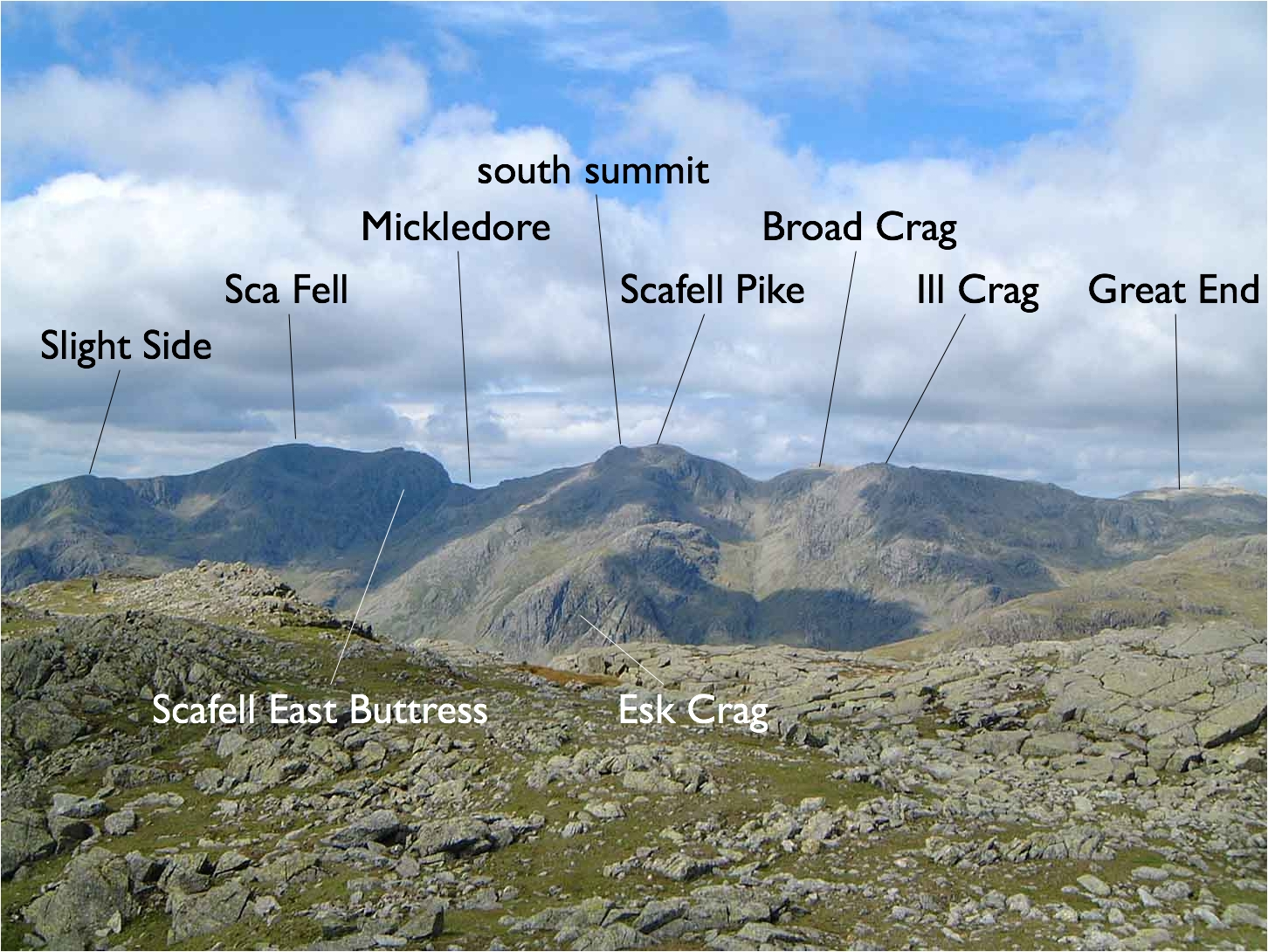
Scafell Pike y otras montañas del Distrito de los Lagos.

El Scafell Pike es la montaña más alta de Inglaterra con 978 metros sobre el nivel del mar. Está situado en el condado de Cumbria dentro del parque nacional del Distrito de los Lagos. A veces es confundida con una montaña vecina llamada Sca Fell, de la que está separada por el paso de Mickledore.